# William Holden
William Holden (nascido William Franklin Beedle Jr.; O'Fallon, Illinois, 17 de abril de 1918 — Santa Mônica, Califórnia, 16 de novembro de 1981) foi um ator norte-americano, sendo um dos atores de maior bilheteira  do cinema da década de 1950.

## Biografia
Filho de pai químico industrial e mãe professora, aos três anos de idade William Holden foi morar em Pasadena, na Califórnia. Ainda estudante, começou a trabalhar como ator no Pasadena Junior College, na Califórnia, até que em 1937 um caçador de talentos da Paramount o descobriu, assinando assim seu primeiro contrato.
Em 1938, apareceu como extra no filme Prison Farm (“Penas de Amor”), e em 1939 fez apenas uma fala no filme Million Dollar Legs (“Ela Prefere os Atletas”). O primeiro filme como astro foi Golden Boy (1939, “Conflito de Duas Almas”).
Prestou serviço militar durante a Segunda Guerra Mundial, voltando da guerra como tenente. Sua grande oportunidade nas telas, porém, surgiu com Stalag 17 (“Inferno 17”), papel que lhe valeu um Oscar e a partir do qual se tornou ator de grande bilheteira. Nos anos sessenta morou em Genebra, na Suíça, e passava parte de seu tempo emÁfrica, onde possuía o Mount Kenya Safari Club.
Foi casado com a atriz Brenda Marshall durante trinta anos e teve com ela dois filhos: Peter e Scott. Nos últimos anos de sua vida viajou em missões ecológicas e culturais para África, sempre acompanhado da atriz Stefanie Powers, estrela da série de televisão "Casal 20". Tinha a mania da higiene, chegando a tomar quatro banhos por dia.
Faleceu devido a uma ferida na testa, causada por uma queda em consequência de ter bebido demais. Ficou consciente por mais ou menos meia hora após se machucar e não percebeu que deveria procurar socorro; caso o tivesse feito, provavelmente não teria falecido. Foi encontrado morto em seu apartamento em 15 de novembro de 1981. O seu corpo foi cremado e as suas cinzas espalhadas no Oceano Pacífico.
Possui uma estrela na "Calçada da Fama".

## Filmografia
- 1981 - S.O.B. (br:S.O.B. / pt: Tudo boa gente)
- 1980 - The Earthling (br: A história de uma vida / pt:)
- 1980 - When Time Ran Out... (br: O dia em que o mundo acabou / pt:)
- 1979 - Ashanti (br: Ashanti / pt:)
- 1979 - Escape to Athena (br: A volta dos selvagens cães de guerra / pt: Fuga para Atenas)
- 1978 - Fedora (br: Fedora / pt:)
- 1978 - Damien: Omen II (br: Damien / A profecia 2 / pt: A maldição)
- 1976 - Network (br: Rede de intrigas - pt: Escândalo na televisão)
- 1976 - 21 Hours at Munich (br: Pânico em Munique / pt:) (TV)
- 1974 - The Towering Inferno (br: Inferno na torre / pt: A torre do inferno)
- 1974 - Los Cazadores (Opens Season) (br: Caçada implacável / pt:)
- 1973 - Breezy (br:Interlúdio de amor / pt:)
- 1973 - The Blue Knight (br: O cavaleiro azul / pt:) (TV)
- 1972 - The Revengers (br: Marcados pela vingança / pt: Os justiceiros)
- 1971 - Wild Rovers (br: Os dois indomáveis / pt: Vagabundos selvagens)
- 1969 - L'Arbre de Noël (br: Cada dia será como Deus quiser / pt:)
- 1969 - The Wild Bunch (br: Meu ódio será sua herança / pt: A quadrilha selvagem)
- 1968 - The Devil's Brigade (br: A Brigada do Diabo / pt:)
- 1967 - Casino Royale (br: Cassino Royale / pt: Casino Royale)
- 1966 - Alvarez Kelly (br:Alvarez Kelly)
- 1964 - The 7th Dawn (br: A sétima aurora / pt:)
- 1964 - Paris - When It Sizzles (br: Quando Paris alucina / pt: Quando Paris delira)
- 1962 - The Lion (br:O leão / pt:)
- 1962 - The Counterfeit Traitor (br: O falso traidor / pt: O Traidor Contrafeito)
- 1962 - Satan Never Sleeps (br: Tentação diabólica / pt:)
- 1960 - The World of Suzie Wong (br: O mundo de Suzie Wong / pt:)
- 1959 - The Horse Soldiers (br: Marcha de heróis / pt: Os cavaleiros)
- 1958 - The Key (br:A chave / pt:)
- 1957 - The Bridge on the River Kwai (br / pt: A ponte do rio Kwai)
- 1956 - Toward the Unknown (br: Rumo ao desconhecido / pt:)
- 1956 - The Proud and Profane (br: O fruto do pecado / pt: Ela amou um bruto)
- 1955 - Picnic (br: Férias de amor / pt: Piquenique)
- 1955 - Love is a Many-Splendored Thing (br: Suplício de uma saudade / pt: A colina da saudade)
- 1955 - The Bridges at Toko-Ri (br: As pontes de Toko-Ri / pt:)
- 1954 - The Country Girl (br: Amar é sofrer / pt: Para sempre)
- 1954 - Miyamoto Musashi (br: Miyamoto Musashi / pt:) (narrador)
- 1954 - Sabrina (br / pt: Sabrina)
- 1954 - Executive Suite (br: Um homem e dez destinos / pt:)
- 1953 - Escape from Fort Bravo (br: A fera do Forte Bravo / pt: Fuga de Forte Bravo)
- 1953 - Forever Female (br: No entardecer da vida / pt:)
- 1953 - The Moon Is Blue (br: Ingênua até certo ponto/ pt:)
- 1953 - Stalag 17 (br: Inferno nº 17 / pt:)
- 1952 - The Turning Point (br: Tributo de sangue / pt:)
- 1952 - Boots Malone (br: O trapaceiro / pt:)
- 1952 - Submarine Command (br: O tigre dos mares)
- 1951 - Force of Arms - (br: Quando passar a tormenta / pt:)
- 1950 - Born Yesterday (br: Nascida ontem / pt: A mulher que nasceu ontem)
- 1950 - Union Station (br: Rastro sangrento - pt:)
- 1950 - Sunset Boulevard (br / pt: Crepúsculo dos deuses)
- 1950 - Father is a Bachelor (br: Alma de boêmio / pt:)
- 1949 - Dear Wife (br: Brotinho infernal / pt:)
- 1949 - Miss Grant Takes Richmond - (br: Minha adorável secretária / pt:)
- 1949 - Streets of Laredo - (br: Mosqueteiros do mal / pt:)
- 1949 - The Man from Colorado (br: O velho Colorado / pt:)
- 1948 - The Dark Past (br: Passado tenebroso / pt:)
- 1948 - Apartment for Peggy (br: Apartamento para dois / pt:)
- 1948 - Rachel and the Stranger (br: O homem que eu amo / pt: Raquel, a escrava branca)
- 1947 - Variety Girl - (br: Miragem dourada / pt:)
- 1947 - Dear Ruth
- 1947 - Blaze of Noon (br: Quatro irmãos a queriam / pt:)
- 1943 - Reconnaissance Pilot
- 1943 - Young and Willing
- 1942 - Meet the Stewarts
- 1942 - The Remarkable Andrew (br: A sombra amiga / pt:)
- 1942 - The Fleet's In
- 1941 - Texas (br: Gloriosa vingança / pt:)
- 1941 - I Wanted Wings (br: Revoada das águias / pt: Voo de águias)
- 1940 - Arizona (br: A amazona de Tucson / pt: Arizona)
- 1940 - Those Were the Days
- 1940 - Our Town (br: Nossa cidade / pt:)
- 1939 - Invisible Stripes (br: Homens Marcados / pt: Invisible Stripes)
- 1939 - Golden Boy (br: Conflito de duas almas / pt:)
- 1939 - Million Dollar Legs (br: Ela prefere um atleta / pt:)
- 1938 - Prison Farm (br: Penas de Amor)
- 1931 - Dance, Fools, Dance
- 1930 - Holiday
- 1929 - Dynamite

## Prêmios e indicações
- Oscar
  - Vencedor na categoria de "melhor Ator" por  Inferno nº 17, de 1953.
  - Indicado na categoria "Melhor Ator", por  Crepúsculo dos deuses, de 1950 e  Rede de intrigas, de 1976.

- BAFTA
  - Indicado na categoria "Melhor Ator", por Rede de intrigas.
  - Indicado na categoria "Melhor Ator Estrangeiro", por  Férias de amor, de 1955.

- Festival de Veneza (Itália)
  - Ganhou o Prêmio Especial do Júri, por Um homem e dez destinos, de 1954.